# Angelique Rockas
Angelique Rockas (født 31. august 1951) er en sydafrikansk skuespillerinde, teaterdirektør for Internationalist Teater (London) ,og aktivist

## Karriere i Storbritannien

### Teater
- 1979:  Prometheus (Προμηθεὺς δεσμώτης/Promêtheùs desmốtês),  Aischylos.
- 1980: `Tis Pity She`s A Whore  (Det er synd, hun er en luder),  John Ford
- 1981: El Campo , Griselda Gambaro
- 1981: Altanen, Jean Genet
- 1982: Medea, Euripides
- 1982: Moder mod og hendes børn, Bertolt Brecht
- 1984: Frøken Julie, August Strindberg
- 1983: I baren på et Tokyo-hotel, Tennessee Williams
- 1985: Fjender, Maxim Gorky

Les Archives du Spectacle 

### Filmografi
- 1975: The Hollow Men
- 1981: Outland, Peter Hyams
- 1982: Medea (video)
- 1989: Oh Babylon!, Costas Ferris
- 1989: Emmones Idees ( televisión ), Thodoros Maragos.
- 1990: Heksene The Witches , Nicolas Roeg